# (35170) 1993 TM
1993 TM (asteroide 35170) é um asteroide da cintura principal. Possui uma excentricidade de 0.12119620 e uma inclinação de 7.13895º.
Este asteroide foi descoberto no dia 8 de outubro de 1993 por Kin Endate e Kazuro Watanabe em Kitami.